# I Don’t Wanna Go on with You Like That
"I Don’t Wanna Go On With You Like That" – singiel z wydanego w 1988 roku albumu Eltona Johna Reg Strikes Back.
Piosenka mówi o tym, gdy jedna z osób nie jest w stanie już podtrzymywać relacji za obydwie, w momencie gdy druga strona nie pozostaje wierna.
Utwór doszedł do 2. miejsca na listach przebojów w Stanach Zjednoczonych, a na Wyspach Brytyjskich do miejsca 30.